# Louis Ernest S'Jonghers
Louis Ernest S'Jonghers, ou parfois nommé Ernest S'Jonghers, est un architecte belge.

## Biographie
Louis Ernest S’Jonghers est né en 1866.  Il est nommé dessinateur pour la commune d'Anderlecht en 1887 et obtient le diplôme d'architecte à l'Académie royale des beaux-arts de Bruxelles en 1892. Il devient ensuite "architecte communal d’Anderlecht puis directeur du service des bâtiments communaux". Il exerce ses fonctions d'architecte communal jusqu'à son remplacement par Henri Wildenblanck au début des années 1920.
Une voirie d'Anderlecht est dénommée d'après l'architecte : la place Ernest S'Jonghers, dans le quartier de La Roue pour lequel S'Jonghers a dressé les plans de certains ensembles architecturaux.

## Œuvre

### Anderlecht
S'Jonghers a dessiné un nombre important de bâtiments officiels de la commune d'Anderlecht par sa fonction d'architecte communal entre la fin du XIXe siècle et l'entre-deux guerres. Il réalise notamment plusieurs écoles communales, ainsi que des pavillons-types démontables pour répondre aux besoins de locaux des établissements scolaires.

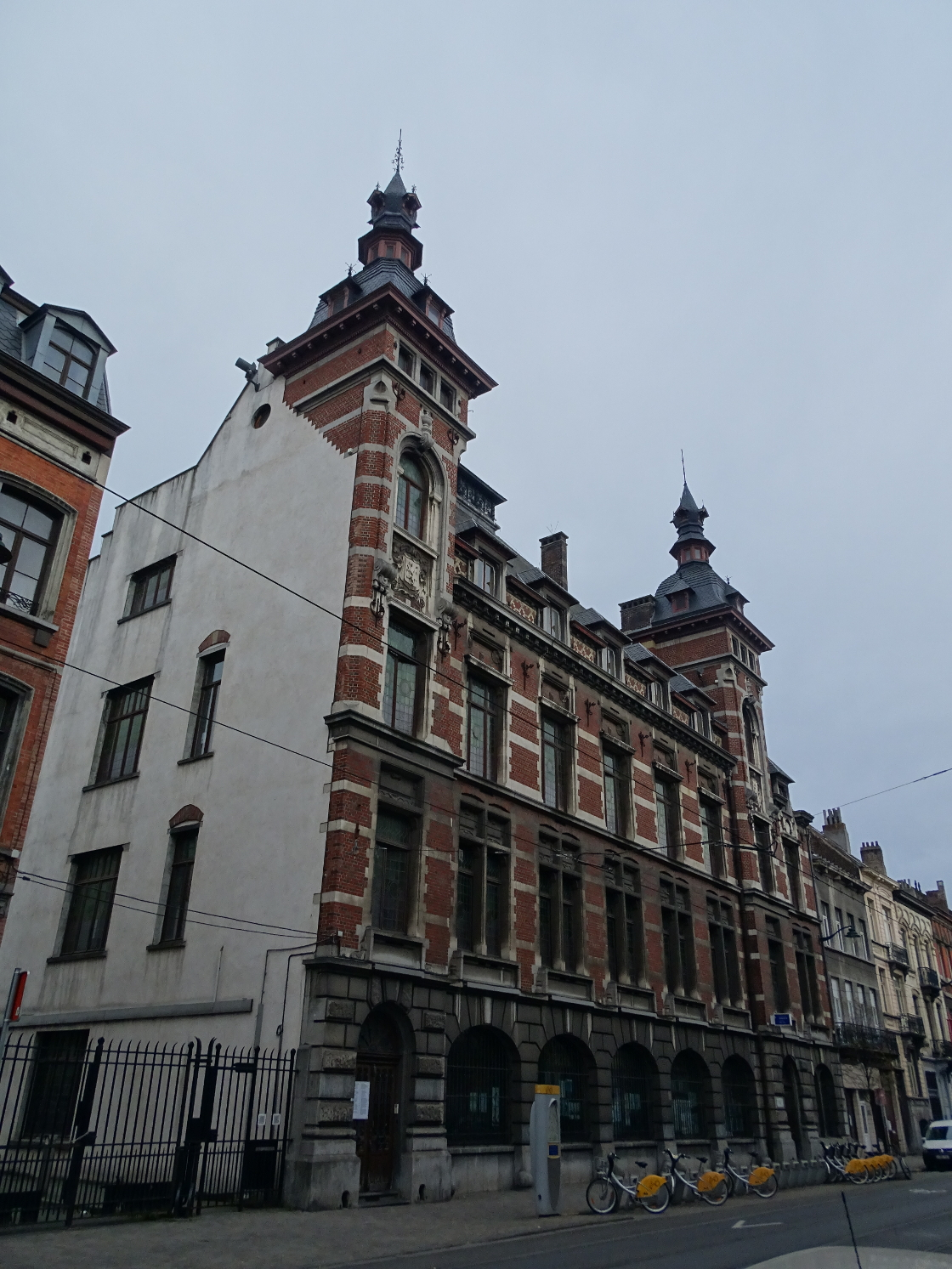
Ancienne caserne de pompiers et extension de la maison communale d'Anderlecht, 1898-1903.

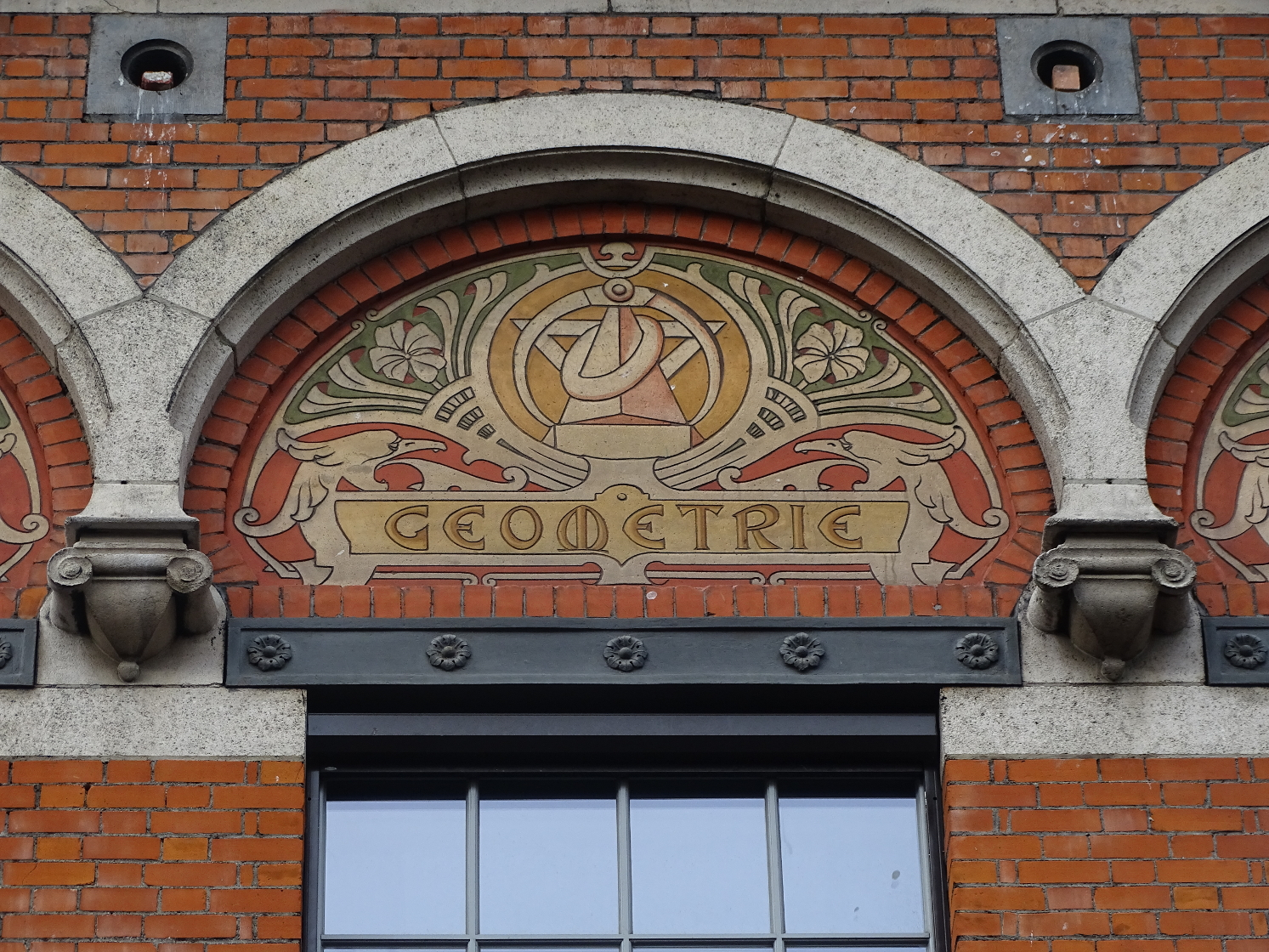
Sgraffite de l'école communale no 8.

- 1889-1891 : Agrandissement du cimetière d’Anderlecht, actuel Parc Forestier (pavillons d’entrée, morgue, mur)[4]
- 1897 : École Communale no 8, rue Odon / rue Abbé Cuylits[5]
- 1898 : Justice de Paix d’Anderlecht, place de la Résistance[6]
- 1898-1903 : Caserne des Pompiers / Annexe Maison Communale, rue Van Lint
- 1902 : École Communale, rue de Douvres[7]
- 1906-1909 : École Communale no 9-10, rue Eloy / rue des Vétérinaires[8]
- 1909 : Cantine scolaire démontable, avenue de Scheut
- 1911 : Pavillons-type d’école démontable
- 1911-1920 : École communale no 12, rue la Procession[9],[10]
- 1912 : Crèche et Goutte de Lait Royales d’Anderlecht, rue du Transvaal[11]
- 1914 : École Communale no 10 pour filles, rue George Moreau / rue des Goujons[12]
- 1919 : Projet de cité-jardin pour le Foyer Anderlechtois, quartier de Bon Air
- 1921 : Maisons de la Cité-Jardin de La Roue (Foyer Anderlechtois)
- 1922 : Maisons de la Cité-Jardin du Bon Air (Foyer Anderlechtois)
- 1925 : École primaire gardienne de la Cité du Bon Air

### Commandes privées
- 1902 : Maison bourgeoise, avenue Albert 172, Forest[13]
- 1904 : Maisons unifamiliales, rue du Monténégro 103 à 107, Forest[14]

### Divers
- 1897 : cimetière d’Huizingen [15]